# Claire de Duras
Claire Louisa Rose Bonne de Coëtnempren de Kersaint, duquessa de Duras (Brest, Finisterre, 1777 – Niça,1828) fou una escriptora francesa, coneguda sobretot des del 1823 per la seua novel·la Ourika, en què aborda la discriminació ètnica i sexual, per la qual cosa es considera una precursora del feminisme.

## Biografia
Fou filla del contraalmirall Armand de Kersaint, guillotinat el 1793, i d'una martiniquesa.
Claire de Duras visqué a l'estat francés i a Londres durant la Revolució Francesa fins al 1789, i torna a França el 1801 com a duquessa de Duras. Després de la caiguda de l'imperi, obrí un famós saló literari durant la Restauració; i fou amiga íntima de Chateaubriand, a qui conegué gràcies a la seua amiga Nathalie de Noaïlles, i al qual ajudà en la seua carrera política; la seua correspondència amb ell és molt important. Es relacionà també amb Madame de Staël i fou admirada per Goethe, Victor Hugo i Sainte-Beuve.
A instàncies de Chateaubriand, al qual havia conegut en el seu exili a Londres, publicà el 1823 Ourika, que tingué molt d'èxit, tot i que cauria en oblit després de l'abolició de l'esclavitud el 1848 —fou recuperada a la fi del segle XX i principis del XXI. La novel·la relata la història d'Ourika, una jove senegalesa alliberada de l'esclavitud i educada a París en mitjans aristocràtics de finals del xviii. Ourika pren dolorosament consciència de la seua condició de negra: Je em vis négresse, dépendante, méprisée, sans fortune, sans appui, bientôt rejetée d'un monde où je n'étais pas admise (Em veig negra, dependent, menyspreada, sense diners, sense suport, aviat rebutjada en un món que no m'accepta). Després d'una decepció amorosa, es resigna a la seua exclusió i mor encara jove en un convent.
Ourika fou publicada anònimament. Era una de les cinc novel·les que Claire de Duras havia escrit l'any anterior; només altres dues més li les publicaren en vida.
Claire de Duras aborda problemes complexos i controvertits, a partir de personatges marginats per la societat convulsa en què va viure. L'autora ha estat reivindicada per feministes i altres, els darrers anys, per la seua originalitat i força, lluny del sentimentalisme dels seus coetanis.

## Obra
- Olivier ou le secret (1822), novel·la
- Ourika (1823), novel·la.[3] Traducció al català per Lluís Maria Todó. Girona: Ela Geminada, 2025.
- Édouard (1825), novel·la
- Pensées de Louis XIV, extraites de ses ouvrages et de ses lettres manuscrites (1827), pòstuma
- Le Moine du Saint-Bernard, inconclusa
- Els Mémoires de Sophie, inconclusa